# Cerataelurus
Cerataelurus es un género extinto de sinápsidos no mamíferos.